# Legea cetățeniei române
Legea cetățeniei române, nr. 21/1991, are la bază ius sangvinis, având doar un element de ius soli pentru copiii ai căror părinți nu se cunosc, născuți pe teritoriul României. În acest caz, neputându-se stabili dacă minorul a fost conceput de cel puțin un cetățean român, el este considerat cetățean român până la proba contrarie.
Un ordin al ministrului justiției din data de 7 aprilie 2009, precum și modificarea legii cetățeniei prin OUG în anul 2009, în vederea accelerării acordării cetățeniei române pentru cetățenii Republicii Moldova, fără consultarea prealabilă a Uniunii Europene, a generat critici la adresa României din partea președinției acestei organizații.
Art. 10 din această lege prevede „Cetățenia română se poate acorda și persoanei care a pierdut această cetățenie și care cere redobândirea ei, cu păstrarea cetățeniei străine...”. Având însă în vedere că anumite țări nu permit dubla cetățenie, sau, dacă o permit, prevăd pierderea automată a cetățeniei lor la dobândirea de bună voie (din proprie inițiativă, prin liberă voință) a cetățeniei altui stat, statul român nu poate garanta păstrarea cetățeniei străine la redobândirea cetățeniei române. De exemplu, un supus belgian care și-a redobândit cetățenia română înainte de 9 iunie 2007 a încetat să fie supus belgian odată cu redobândirea cetățeniei române. Pentru un supus olandez care și-a redobândit cetățenia română înainte de 1 aprilie 2003 este valabil același lucru, la fel ca pentru un supus olandez care și-a redobândit cetățenia română după 1 aprilie 2003, dar nu satisface una din cele trei excepții de la pierderea automată a cetățeniei olandeze în cazul dobândirii voluntare a unei alte cetățenii. Aceasta nu constituie o vină a statului român deoarece „conform Constituției României și art.1, alin 3 din Legea Nr. 21 din 1991 cu modificările și completările ulterioare, republicată, cetățenii României se bucură de protecția statului român – aceste dispoziții nu prevăd însă nicio obligație în acest sens a statului român față de foștii și/sau viitorii cetățeni români”. Art. 8 din Convenția europeană asupra cetățeniei adoptată la Strasbourg la 6 noiembrie 1997 și ratificată de România în 2002, prevede ca fiecare stat parte trebuie să permită renunțarea la cetățenia sa, cu condiția ca persoanele respective sa nu devină apatrizi, iar un stat parte poate să prevadă în dreptul său intern faptul că doar cetățenii care domiciliază în mod obișnuit în străinătate pot renunța la cetățenia sa.